# Young (Arizona)
Young ist ein Census-designated place im Gila County im US-Bundesstaat Arizona. Das U.S. Census Bureau hat bei der Volkszählung 2020 eine Einwohnerzahl von 588 auf einer Fläche von 108,8 km² ermittelt. Die Bevölkerungsdichte lag bei 5 Einwohnern je km². 
Young liegt auf 1581 m Höhe und wird von der Arizona State Route 288 tangiert.

## Geschichte
Young spielte eine zentrale Rolle im Pleasant-Valley-Krieg zwischen 1887 und 1897. Im September 1887 führte Sheriff Mulvernon aus Prescott eine Gruppe an, die John Graham und Charles Blevins am Perkins Store ausraubten und töteten.